# Patrícia Mamona
Patrícia Mbengani Bravo Mamona (Lisboa, 21 de noviembre de 1988) es una deportista portuguesa de origen angoleño que compite en atletismo, especialista en la prueba de triple salto.
Participó en tres Juegos Olímpicos de Verano, entre los años 2012 y 2020, obteniendo una medalla de plata en Tokio 2020, en el triple salto, y el sexto lugar en Río de Janeiro 2016, en la misma prueba.
Ganó dos medallas en el Campeonato Europeo de Atletismo, oro en 2016 y plata en 2012, y tres medallas en el Campeonato Europeo de Atletismo en Pista Cubierta entre los años 2017 y 2023.

## Palmarés internacional
| Juegos Olímpicos                     | Juegos Olímpicos         | Juegos Olímpicos  | Juegos Olímpicos |
| Año                                  | Lugar                    | Medalla           | Prueba           |
| ------------------------------------ | ------------------------ | ----------------- | ---------------- |
| 2020                                 | Tokio (Japón)            | Medalla de plata  | Triple salto     |
| Campeonato Europeo                   |                          |                   |                  |
| Año                                  | Lugar                    | Medalla           | Prueba           |
| 2012                                 | Helsinki (Finlandia)     | Medalla de plata  | Triple salto     |
| 2016                                 | Ámsterdam (Países Bajos) | Medalla de oro    | Triple salto     |
| Campeonato Europeo en Pista Cubierta |                          |                   |                  |
| Año                                  | Lugar                    | Medalla           | Prueba           |
| 2017                                 | Belgrado (Serbia)        | Medalla de plata  | Triple salto     |
| 2021                                 | Toruń (Polonia)          | Medalla de oro    | Triple salto     |
| 2023                                 | Estambul (Turquía)       | Medalla de bronce | Triple salto     |